# Artesonraju
L'Artesonraju és una muntanya de la Cordillera Blanca, una secció dels Andes peruans. Es troba a la regió d'Ancash, prop de la vila de Caraz. El seu cim s'eleva fins als 6.025 metres o 5.999 metres segons el mapa IGN-Perú. És un dels molts cims destacats situats dins dels límits del Parc Nacional del Huascarán del Perú.
Té forma piramidal i està completament coberta de gel i neu durant l'hivern. Es diu que l'Artesonraju és la muntanya que apareix al logotip de l'estudi Paramount Pictures de Hollywood.

## Ascensions
La primera ascensió a l'Artesonraju va tenir lloc el 19 d'agost de 1932 per Erwin Hein i Erwin Schneider, membres d'una expedició organitzada pel Club Alpí Germano-Austríac (DuOeAV), per l'aresta nord.